# Cantonul Hauteville-Lompnes
Cantonul Hauteville-Lompnes este un canton din arondismentul Belley, departamentul Ain, regiunea Rhône-Alpes, Franța.

## Comune
| Comune               | Populație (1999) | Cod poștal | Cod INSEE |
| -------------------- | ---------------- | ---------- | --------- |
| Aranc                | 285              | 01110      | 01012     |
| Corlier              | 109              | 01110      | 01121     |
| Cormaranche-en-Bugey | 835              | 01110      | 01122     |
| Hauteville-Lompnes   | 4.125            | 01110      | 01185     |
| Prémillieu           | 34               | 01510      | 01311     |
| Thézillieu           | 310              | 01110      | 01417     |